# 懷曼山
懷曼山（英語：Mount Wyman）是南極洲的山峰，位於奧次地，屬於伊麗莎白女王嶺的一部分，海拔高度2,665米，由美國南極名稱諮詢委員命名，現時由南極條約體系管理。